# Bismarckturm (Remscheid)
Der Bismarckturm Remscheid ist ein heute als Sternwarte genutzter 30 m hoher Turm in der Stadt Remscheid in Nordrhein-Westfalen. Er wurde als Aussichtsturm im Jahr 1901 am Rande des Stadtparks gebaut. Während des Zweiten Weltkriegs diente er als Luftschutzmeldestation. Nach dem Umbau des Obergeschosses beherbergt er heute die Dr.-Hans-Schäfer-Sternwarte Remscheid der Volkshochschule Remscheid.

## Aussichtsturm
Am 2. Dezember 1896, also noch zu Lebzeiten Otto von Bismarcks, regte Walther Cleff aus dem Vorstand des Remscheider Verschönerungsvereins den Bau dieses Bismarckturms an. Als Standort kam der höchste Punkt der städtischen Anlagen (heute: Stadtpark) in Frage, da dieses Grundstück Eigentum des Vereins war.
Zur Verwirklichung dieses Plans wurde für alle deutschen Architekten bereits 1897 ein Architektenwettbewerb ausgelobt. Zur Jurierung wurden 195 Entwürfe eingereicht. Den ersten Preis (in Höhe von 300 Mark) erhielt wegen seiner – laut Preisgericht – „in jeder Beziehung anerkennenswerten Lösung“ der Entwurf mit dem Kennwort „Dem Reichsschmied“, dessen Verfasser die Architekten Friedrich Pützer und Hermann Jansen waren. Aus Kostengründen musste der Entwurf vor der Bauausführung vereinfacht werden. Mit den Bauarbeiten wurde schließlich das Baugeschäft Gustav Brüning in Remscheid beauftragt.
Die Baukosten betrugen 43.000 Mark, von denen 33.000 Mark durch Spenden gedeckt waren. Die übrigen Kosten wurden von der Stadt Remscheid übernommen – mit der Bedingung, dass der fertige Turm in das Eigentum der Stadt überging. Gebaut wurde der Turm aus Ruhrsandstein (Erker, Gesimse, Wappen, Galerien und Fenstereinfassungen) sowie Grauwacke, die aus einem benachbarten Steinbruch gewonnen wurde.
Der aufwändig gestaltete Turm besticht durch das große Rundbogenportal im neoromanischen Stil mit dem Bismarckrelief. Auf dem ehemals pyramidenförmigen Dach war ein Bronzeadler angebracht. Die Befeuerung mittels Pech erfolgte in zwei großen eisernen Feuerbecken, die an den Türen der zu beiden Seiten flankierenden halbkreisförmigen Mauer (Pergola) aufgestellt waren.
Über dem Eingang wurde ein Bismarck-Relief angebracht, rechts daneben ein Wappen der Stadt Remscheid – beide angefertigt von Bildhauer Johann Müller in Aachen.

## Sternwarte
Nachdem im Zweiten Weltkrieg das Turmdach stark beschädigt worden war, kamen im Jahr 1949 Interessierte um den Physiklehrer Hans Schäfer zur astronomischen Arbeitsgemeinschaft zusammen. Das Programm bestand aus Vorträgen und Beobachtungen durch mobile Fernrohre. Schnell wurde klar, dass in Remscheid eine richtige Sternwarte fehlte. Nach Verhandlungen mit der Stadt wurde der kriegsbeschädigte Bismarckturm im Stadtpark ausgewählt. Die Umbauarbeiten, bei denen unter anderem das Dachfragment durch einen Aufbau mit Kuppel ersetzt wurde, dauerten von 1963 bis 1968.
Am 3. Oktober 1968 wurde die Volkssternwarte eröffnet.
Am 20. November 1984 wurde der Bismarckturm in die Denkmalliste der Stadt Remscheid eingetragen.
Das Bauwerk wurde in den Jahren 1986 bis 1989 nochmals saniert (u. a. die Treppe). Seit 1986 ist sie auf Beschluss des Rates der Stadt nach ihrem langjährigen Fürsprecher und Förderer als Dr.-Hans-Schäfer-Sternwarte Remscheid benannt. Im Jahr 2000 fand die 100-Jahr-Feier des Turmes statt. Eine weitere umfassende Sanierung fand in den Jahren 2005 bis 2007 statt. Dabei wurde der Putz im gesamten Treppenhaus angeschlagen, um das überwiegend aus Bruchsteinen bestehende Mauerwerk als Sichtmauerwerk zu belassen. Ein Gewölbegang sowie zwei Nischen wurden freigelegt, die offenbar beim Umbau des Turmes zur Sternwarte in den 60er Jahren zugemauert worden waren. Im oberen Teil des Treppenhauses wurden Glasbausteine durch Lüftungsgitter ersetzt. Insgesamt wurde das zuvor von Feuchtigkeit geplagte Treppenhaus nun besser durchlüftet und ist deutlich trockener.